# 카자흐 소비에트 사회주의 공화국의 국장

카자흐 소비에트 사회주의 공화국의 국장

카자흐 소비에트 사회주의 공화국의 국장은 1937년 2월 26일에 제정되어 1991년 12월 26일까지 사용되었다.
국장 가운데에는 빨간색 바탕에 노란색 낫과 망치가 그려져 있으며, 낫과 망치 아래쪽에는 떠오르는 금색 태양이, 국장 위쪽에는 빨간색 별이 그려져 있다.
국장 양쪽을 밀 이삭이 감싸고 있으며, 빨간색 리본이 이를 묶고 있다. 빨간색 리본 가운데에는 카자흐 소비에트 사회주의 공화국의 러시아어와 카자흐어 약칭인 "КССР"가 쓰여져 있다.
리본 양쪽에는 소련의 나라 표어인 "만국의 노동자여, 단결하라!"라는 문구가 쓰여져 있는데, 왼쪽에는 카자흐어("Барлық елдеpдің пролетарлары, бірігіңдер!")로, 오른쪽에는 러시아어("Пролетарии всех стран, соединяйтесь!")로 쓰여져 있다.

카자흐 소비에트 사회주의 공화국의 국장 (1939년-1978년)

## 같이 보기
- 소련의 국장
- 카자흐스탄의 국장